# 阿拉-马耶·哈里纳
阿拉-马耶·哈里纳（1967年1月1日—），乍得外交官，政治人物。哈里纳早年在乍得外交部门任职，曾任该国驻华大使，现任乍得总理。

## 生平
哈里纳生于今查德東凱比河區。早年在恩贾梅纳大学就读，并于1992年获得历史和地理学学士学位，期间还在校学生会任职。后来他前往邻国喀麥隆留学，并在该国國際關係學院主攻国际关系学，最终获学校硕士学位，1997年，哈里纳步入政坛，开始担任乍得总理外交顾问，2010年2月，他出任总统府礼宾司司长。
2023年1月31日，哈里纳被总统穆罕默德·代比任命为乍得驻中华人民共和国大使，随即于当年4月9日赴北京履新，并于翌日呈递国书。2024年5月23日，哈里纳离开北京，回到乍得，并获总统代比任命为该国总理，以接替于5月22日辞职的苏塞斯·马斯拉。对此，乍得国内有政治人物认为哈里纳的任命是代比個人的選擇，因为哈里纳没有政治野心，且一直忠于代比，代比本人也对他赞赏有加。但也有认可此次任命的人表示代比的做法“并没有政治盘算”。
2025年2月4日，哈里納辭去總理一職，並由總統穆罕默德·代比代理。数小时后，哈里纳重新受委总理。